# Кароліна Кемпбелл
Кароліна Кемпбелл (англ. Caroline Campbell; 1980, Олбані) — американська скрипалька, солістка та камерна музикантка, яка виконує та записує класичну, джазову, кіно та популярну музику.

## Біографія
Кароліна Кемпбелл народилася в Олбані, що в штаті Нью-Йорк. Однак її родина переїхала спочатку на Гаваї, а потім до Невади, перш ніж остаточно оселитися в Пало-Альто, коли Кароліна мала 11 років. На скрипці вона почала грати ще у віці трьох років, а в 1998 році, під час останнього року навчання в середній школі, її обрали одною із двадцяти 29 / 5 000
стипендіатів президента США з питань мистецтва, щорічного почесного визнання, яке присуджується американським студентам, які відзначилися в мистецтві.
У 2004 році, після здобуття ступеня магістра мистецтв із соціології, її також нагородили почесною нагородою в галузі вільних мистецтв і науки товариства Фі Бета Каппа.
Кароліна Кемпбелл брала участь у створенні музики до ряду кінофільмів, зокрема «Загадкова історія Бенджаміна Баттона» та «Трансформери 2: Помста полеглих», а також працювала із виконавцями на міжнародній музичній сцені, такими як гурт Avenged Sevenfold, Андреа Бочеллі, Джастін Тімберлейк, Майкл Бубле, Пол Маккартні, Барбра Стрейзанд, Парамор та багатьма іншими.
Скрипалька Кароліна Кемпбелл виступала як солістка з кількома провідними симфонічними оркестрами, зокрема Клівлендським симфонічним оркестром, Лос-Анджелеським філармонійним оркестром та Симфонічним оркестром Індіанаполіса тощо.

## Дискографія
- 2011 — Truly, Simply, Deeply
- 2013 — From Hollywood With Love.14
- 2018 — Roem
- 2018 — Encoreǃ (live)